# 兵庫県道219号姫路停車場線
兵庫県道219号姫路停車場線（ひょうごけんどう219ごう ひめじていしゃじょうせん）は、兵庫県姫路市を通る一般県道である。

## 概要
姫路市南駅前町から姫路市下寺町に至る。
北条口3交差点 - 下寺町交差点間は、姫路市道十二所前線と相まって終点側から起点側への一方通行となっている。

### 路線データ
- 起点：姫路市南駅前町（JR西日本山陽本線・姫新線・播但線・山陽新幹線・山陽電気鉄道本線 姫路駅前、兵庫県道401号中島姫路停車場線・兵庫県道402号白浜姫路停車場線終点）
- 終点：姫路市下寺町（下寺町交差点、国道2号交点、国道372号終点）
- 総延長：1.649 km

## 路線状況

### 重複区間
- 兵庫県道401号中島姫路停車場線（姫路市南駅前町（起点） - 姫路市北条・姫路駅南交番前交差点）
- 兵庫県道402号白浜姫路停車場線（姫路市南駅前町（起点） - 姫路市北条）
- 姫路市道十二所前線（姫路市北条口3丁目・北条口3交差点 - 姫路市神屋町6丁目・巽橋交差点）

### 道路施設

#### 橋梁
- 三国橋（外堀川、姫路市）

## 地理

### 通過する自治体
- 兵庫県
  - 姫路市

### 交差する道路
| 交差する道路                                                                          | 交差する場所 | 交差する場所         |
| ------------------------------------------------------------------------------------- | ------------ | -------------------- |
| 兵庫県道401号中島姫路停車場線 重複区間起点 兵庫県道402号白浜姫路停車場線 重複区間起点 | 南駅前町     | 起点                 |
| 兵庫県道401号中島姫路停車場線 重複区間終点                                            | 北条         | 姫路駅南交番前交差点 |
| 兵庫県道402号白浜姫路停車場線 重複区間終点                                            | 北条         |                      |
| 姫路市道十二所前線 / 幹第8号線 重複区間起点                                           | 北条口3丁目  | 北条口3交差点        |
| 姫路市道十二所前線 / 幹第8号線 重複区間終点                                           | 神屋町6丁目  | 巽橋交差点           |
| 国道2号 国道372号                                                                     | 下寺町       | 下寺町交差点 / 終点  |

### 交差する鉄道
- 山陽新幹線
- 山陽本線
- 播但線

### 沿線
- JR西日本山陽本線・姫新線・播但線・山陽新幹線・山陽電気鉄道本線 姫路駅